# Louise McPaul
Louise McPaul   (Port Kembla, 24 de gener de 1969), coneguda de casada com a Louise Currey, és una atleta australiana, especialista en el llançament de javelina, que va competir durant la dècada de 1990.
El 1992 va prendre part en els Jocs Olímpics d'estiu de Barcelona, on fou onzena en la competició del llançament de javelina del programa d'atletisme. Quatre anys més tard, als Jocs d'Atlanta, va guanyar la medalla de plata, rere la finlandesa Heli Rantanen, en l'mateixa prova. La tercera, i darrera, participació en uns Jocs fou el 2000, on quedà eliminada en sèries del llançament de javelina.
En el seu palmarès destaquen dues medalles d'or als Jocs de la Commonwealth, el 1994 i 1998, així com cinc campionats nacionals. Va prendre part en tres edicions del Campionat del món d'atletisme, on destaca la cinquena posició en el de 1999.

## Millors marques
- Llançament de javelina. 66,96 metres (1998)[4]